# Sarkis (artiste)
Pour les articles homonymes, voir Sarkis.
 (février 2021).
Si vous disposez d'ouvrages ou d'articles de référence ou si vous connaissez des sites web de qualité traitant du thème abordé ici, merci de compléter l'article en donnant les références utiles à sa vérifiabilité et en les liant à la section « Notes et références ».
Sarkis Zabunyan (en arménien : Սարգիս Զաբունյան), plus connu sous son nom d’artiste Sarkis, né à Istanbul (Turquie) le 26 septembre 1938, est un plasticien français d'origine arménienne. Il vit et travaille à Paris depuis 1964.

## Vie et œuvre
Né en 1938 à Istanbul, Sarkis étudie le français, la peinture et l’architecture intérieure avant de s’installer à Paris en 1964. En 1967, il remporte le prix de peinture de la Biennale de Paris. La même année au Salon de mai, Sarkis présente Connaissez-vous Joseph Beuys ? référence à l’artiste allemand qu’il considère comme le plus important de son époque. En 1969, il est invité par le critique Harald Szeemann à participer à l’exposition « Quand les attitudes deviennent forme ». La transmission et l’enseignement sont également au cœur de ses préoccupations. De 1980 à 1990, il dirige le département Art de l’École supérieure des arts décoratifs de Strasbourg et de 1988 à 1995, il devient directeur du séminaire à l’Institut des hautes études en arts plastiques créé par Pontus Hultén. Depuis les années 1980, Sarkis participe à de nombreuses expositions internationales (documenta de Kassel, Biennales de Venise, Sydney, Istanbul et Moscou) et intervient dans les plus grands musées internationaux.
En 2010, dans l’exposition « Passages » au Centre Pompidou, les créations de Sarkis entrent en conversation avec les œuvres de Kasimir Malevitch, le mur de l’atelier d’André Breton ou Plight de Joseph Beuys, l’une des figures tutélaires de Sarkis avec le cinéaste Andreï Tarkovski, dont l’artiste réinvestit un film dans l’atelier de Brancusi. Passages évoque à la fois l’idée du passage permanent de l’atelier au musée et l’ouvrage de Walter Benjamin sur les passages parisiens. Ces œuvres qui convoquent le Kriegsschatz (trésor de guerre) de l’artiste, sont composées d’objets trouvés, d’œuvres d’art ou d’objets ethnographiques, issus de différentes civilisations. En 2011, le Musée d'Art moderne et contemporain (Genève) (MAMCO) lui consacre une rétrospective intitulée « Hôtel Sarkis ». Cette présentation sur quatre étages rassemblait 200 pièces datées de 1971 à 2011 et donnait à voir les différentes pratiques de l’artiste - installations vidéos ou sonores, aquarelles, sculptures, photographies et films – démultipliant la résonance d’une œuvre réalisée en regard d’autres créateurs qu’ils soient musiciens, architectes, écrivains, philosophes, peintres, sculpteurs ou cinéastes.
En 2012, Sarkis présente « Ballads » dans les 5000 m2 du Hangar sous-marins, sur invitation du musée Boijmans Van Beuningen et du Port de Rotterdam, ainsi que « Ailleurs, Ici », au Domaine de Chaumont-sur-Loire, à la suite de la commande qui lui avait été passée par la Région Centre. Il a également participé à « La Triennale - Intense Proximité » au Palais de Tokyo avec la Frise des Trésors de Guerre, ainsi qu’à « Néon, who’s afraid of red, yellow and blue ? » à La Maison rouge, fondation Antoine-de-Galbert, ou encore « Istanbul Modern » au musée Boijmans van Beuningen. En 2013, Sarkis a participé à l’exposition « When attitudes become form, Bern 1969/Venice 2013 » pour la 55e édition de la Biennale de Venise à la fondation Prada. Il a également exposé à « Passages Croisés en or », au Château d’Angers, et a été invité à présenter la Frise de Guerre au Museum of Old and New Art (MONA ) en Tasmanie pour l’exposition « The Red Queen ». Sarkis a participé à l’exposition « Ici, Ailleurs » à l’occasion de Marseille-Provence 2013, Capitale européenne de la culture, ainsi qu’à l’exposition « Modernity? Perspectives from France and Turkey », au musée d'art moderne d'Istanbul et au ARTER- Space for Art à Istanbul pour un solo show intitulé « Sarkis – Cage/Ryoanji Interpretation ».
En 2015, Sarkis représente la Turquie à la Biennale de Venise

## Décorations
- Commandeur de l'ordre des Arts et des Lettres (2002)[1]

## Le masque de Sarkis
En 1982, il crée Le masque de Sarkis ou le buste en pâte à modeler qui écoute un Walkman, à Istanbul. Le masque est un mannequin daté des années 1940 qui incarnait, pendant les années de guerre, une sorte d’archétype de la beauté virile. La pâte à modeler efface un visage stéréotypé pour en révéler un autre représentant son portrait rehaussé d’un walkman. L’œuvre mesure environ 40 x 30 x 30 cm.
Nous pouvons supposer qu’il a créé cette œuvre en souvenir d’un portrait qu’un ami fit de lui en 1961.[Interprétation personnelle ?]
La sculpture invite le spectateur à écouter une musique pour ainsi partager un moment d’évasion, de communication avec lui. Il ne suffit donc pas de regarder l’œuvre pour l'aborder, mais aussi de l'écouter. Le but de cette œuvre est de pouvoir partager un moment musical avec l'artiste, cela permet une certaine originalité. Mais celle-ci nous permet également de mettre notre propre musique sur le walkman. Cette œuvre est avant tout un autoportrait. La raison pour laquelle Sarkis l'a faite en pâte à modeler est simple : il avait conscience du fait qu'au cours des années, les spectateurs abîmeraient son visage, il voulait avoir le pouvoir de la changer et de la faire vieillir avec lui tout au long de sa vie.

## Expositions personnelles
- Vitraux mobiles, galerie Nathalie Obadia, Paris, 2019[3]
- Respiro, pavillon turc de la Biennale de Venise, 2015[4]
- Inclinaison, musée Bourdelle, Paris, 2007[5]